# 書家 (テレビアニメ)
書家（しょか）は2010年3月27日にアニマックスで放送された、Production I.G制作のテレビアニメ。

## 概要
第7回アニマックス大賞（2008年）の大賞受賞作のアニメ化作品。今回の制作はProduction I.Gが担当した。大賞発表時には2009年に放送する予定だったが、2010年にずれ込んだ。翌3月28日に再放送が行われた。

## あらすじ
徳川幕府に反旗を翻す闇の集団が、公儀転覆の画策で江戸の町に再び混乱を招こうとしていた。いち早くその動きを掴んだ画仙道の長、十文字は一門のひとり、墨屋紙朗(すみやしろう)を江戸に呼び寄せる…。自分の描いた絵や字に特殊な力を持たせる秘術「画仙道術」の遣い手たちが、江戸を舞台に巨大な画獣と激しい戦いを繰り広げるアクション活劇。

## キャスト
- 墨屋紙朗 - 中尾明慶
- 紙巻巻平 - 浪川大輔
- 額野絵名 - 古川小百合
- 版元 - 加藤精三
- 黒染源 - 松山鷹志
- 恥之宮 - 佐藤正治
- 月影 - 岡村明美
- ダルマ - 石野竜三
- 与力 - 佐藤晴男
- 部下 - 遠藤大輔
- 三角 - 竹内良太
- 鉄砲隊 - 坂巻学、大林洋平
- 町民 - 中津真莉子

## スタッフ
- 原作 - 西道賢二
- 監督・絵コンテ - 山田誠
- キャラクターデザイン・作画監督 - 小島大和
- 色彩設計 - 渡辺陽子
- 美術監督 - 伊藤弘
- 撮影監督 - 荒井栄児
- 音響監督 - 小泉紀介
- 音楽 - 川井憲次
- アニメーション制作 - Production I.G

## 放送局
| 放送局       | 放送期間      | 放送曜日 | 時間    |
| ------------ | ------------- | -------- | ------- |
| アニマックス | 2010年3月27日 | 土曜日   | 20:00〜 |